# Herbert Backe
Herbert Backe (Batumi, Georgia, Imperio Ruso; 1 de mayo de 1896 - Núremberg, Alemania; 6 de abril de 1947) fue un político y agrónomo alemán, afiliado al nacionalsocialismo e integrado dentro de los cuadros técnicos y profesionales de la SS, alcanzando el grado de Obergruppenführer.

## Biografía
Backe nació en el puerto de Batumi, en Georgia, entonces parte del Imperio ruso, siendo hijo de un comerciante alemán establecido allí e integrante de la minoría étnica de los alemanes de Rusia. Estudió en Tiflis pero fue arrestado junto con su familia durante la Primera Guerra Mundial como "extranjero enemigo". Con apoyo de la Cruz Roja de Suecia logró salir de Rusia al terminar la guerra, y establecerse en Alemania. Allí estudió economía y agronomía en la Universidad de Göttingen, y en 1925 se unió al Partido Nazi, integrándose como especialista técnico en las Schutzstaffel. 
Cuando Adolf Hitler subió al poder en 1933, Backe ocupó diversos cargos técnicos para los cuales estaba capacitado debido a su formación profesional, especializándose en agricultura, y ascendiendo dentro de los rangos de la SS como especialista en cuestiones económicas y agrarias, asumiendo importantes cargos dentro de la administración gubernamental nazi. Así, Backe fue designado Ministro de Alimentación en mayo de 1942 en reemplazo del destacado nazi Walther Darré, y luego Ministro de Agricultura en abril de 1944, puesto que ocupó hasta el fin de la Segunda Guerra Mundial. 
Después de la Operación Barbarroja en junio de 1941, Backe fue propuesto por el ideólogo nazi Alfred Rosenberg para asumir la administración del Comisariado Alemán de Ucrania. Backe era un sincero creyente en la doctrina hitleriana del Lebensraum y abrazó los ideales de "retorno germánico a la naturaleza" propugnados por Hitler, combinados con un feroz racismo hacia los países ocupados.
Durante su gestión ministerial Backe dirigió la política económica nazi respecto a la agricultura de toda Europa, fijando "cuotas" de productos agrícolas que los países ocupados más ricos en agricultura (como Polonia, Francia, u Holanda) debían enviar forzadamente hacia Alemania, para aliviar el racionamiento de guerra de la población civil alemana y reducir intencionalmente las reservas alimenticias de los países ocupados. 
Precisamente dentro de esas ideas Backe elaboró el denominado Hungerplan (en alemán «Plan Hambre»), un proyecto económico genocida para acelerar la explotación agraria de las fértiles tierras rusas y ucranianas que habían sido conquistadas por Alemania tras su primeros triunfos contra la URSS. Dicha explotación agrícola masiva estaba destinada a sustentar la alimentación de las tropas de la Wehrmacht y de la población civil alemana, embarcando directamente la totalidad de los productos agrícolas hacia el Reich, mientras que de manera deliberada el plan de Backe eliminaba los suministros de alimentos a las grandes ciudades de Ucrania y Bielorrusia con la intención de matar por "hambruna planificada" a la mayor cantidad posible de población eslava. Backe llegó a sugerir incluso que varios millones de habitantes civiles en Rusia y Ucrania eran innecesarios para justificar así el Hungerplan. 
Backe siguió en su puesto durante toda la guerra y huyó de Berlín antes que las tropas del Ejército Rojo cercaran la capital durante la Batalla de Berlín. Al conocer la noticia que el almirante Karl Dönitz había sido encargado por Hitler de asumir la jefatura del Estado, huyó a Flensburgo y participó en el gobierno designado por Dönitz como Ministro de Agricultura y Bosques.
Cuando Dönitz y sus colaboradores fueron arrestados por los británicos el 23 de mayo de 1945, Backe fue también encarcelado por sus actividades políticas, y sometido al Proceso de los Ministros como criminal de guerra. Antes que empezara el juicio en su contra, Backe se suicidó en su celda mediante ahorcamiento el 6 de abril de 1947.